# Кутелът
Кутелът е мегалитен гранитен къс, който е оформен като голяма по размер кутел (среща се и като – котел/чаша) се намира на 1,5 km от село Розовец, на 20 m от черния път за връх Братан в Сърнена Средна гора между върховете Русарето и Голяма Шипковица.

## Откритие
Първата научна публикация за „Кутелът“ е на братя Херман и Карел Шкорпил в научния им труд „Могили“ от 1898 г., където е описано, че в землището на с. Розовец близо до развалините на средновековния манастир „Свети Никола“ (под връх Голяма Шипковица) се намира „жертвен кутел“, който е „сред най-любопитните жертвени камъни в страната“. (В края на XIX в., когато братя Шкорпил посещават кутелa, обектът е бил счупен на части, но през 1970-те години е възстановен.)

## Описание и особености
Мащабът на обекта е голям – в издълбаното под формата на кутел пространство може да се побере човек в почти цял ръст. Обектът прилича на голяма чаша с оформени дръжки от двете страни. Височината му е 1,5 m, дълбочината 1,1 m, а стените му са дебели 0,40 m. Вдлъбнатината на кутела е с формата на пресечен конус, като на дъното е с диаметър 0,50 m. Поразително за българските археолози е изключително правилно оформената като кутел гранитна скала, както и наличието на втори подобен почти разрушен мегалитен кутел в съседство. Кутелът е имал и своеобразен капак – воденичен камък, който обаче е присвоен в миналото от недоброжелател, който е използвал предмета за каменна настилка в двора на дома си.
На около 30 m е разположен мегалитен обект, който вероятно е ползван за култови цели от тракийските племена обитаващи района в древността.
Обектът е споменат и от българския фолклорист проф. Анчо Йорданов Анчев (известен с творческия си псевдоним на Анчо Калоянов) в книгата му „Българското шаманство“, където позовавайки се на краеведския труд на Минчо Кюркчиев за с. Розовец съобщава, че при реставрационните дейности на обекта през 1970-те, под него е открита средновековна керамика. Проф. Калоянов, е на мнение, че този „кутел“ е бил предназначен за шамански посветителски обред, цитирайки изключително разпространените през Средновековието предания за шамани, в които при пребиваването на бъдещия шаман в отвъдния свят по време на посвещаването му, той там е разсечен на части, сварен в котел и съживен. 

## Наименование и датиране
Местното население от околните селища нарича обекта „Кутела“ и „Котело“, като дълго време се смята, че той датира от IХ век и е служил за ритуала Свето кръщение (като точното наименование на ползвания в ритуала съд е купел). Тази представа обаче се отхвърля от българските археолози в наши дни, защото изключително тежкият предмет е с много прецизна изработка – трудна за датиране в Средновековието.
Проф.Валерия Фол е един от българските учени, които се опитват да изучат обекта обстойно и да дадат отговор на въпроса за евентуалното му предназначение. Тя не е съгласна с датировката на обекта (IX в.), както и с евентуалната обвързаност на близкия мегалитен обект с Кутела, като според нея „големият обем на находката не е непременно фактор за ранна датировка“. Проф. Фол също е склонна да приеме, че съществува възможността обектът да е изработен от древните траки.

## Изследователска инициатива
През лятото на 2013 г. българското научно-популярно „Списание Осем“ организира инициатива за „разгадаване на мистерията на Кутела“, като предлага на читателите да дадат своето предположение за предназначението на „Чашата на великаните край село Розовец, която търси своето обяснение“.
В рамките на инициативата читателите на списанието изказват множество предположения – шарапана за направа на вино, конструирана от древните траки, „чашата на Дионис“ – използвана в ритуалите на Дионисиевите мистерии, древен мегалит изработен с непозната технология, съд за мелене на зърно, чаша за боговете – ползвана в ритуал за умилостивяване, гробница, щерна за вода, огнище, силоз, купел обред за инициационно посвещаване, аналог на „Котелът на Дагда“ – котелът на изобилието в келтската митология, артефакт от извънземна цивилизация, съд за приготвяне на обредна гозба – курбан, голям хаван и т.н.